# Criss Oliva
Christopher „Criss“ Michael Oliva (* 3. April 1963 in Pequannock Township, Morris County; † 17. Oktober 1993 nahe Zephyrhills, Pasco County, Florida) war ein US-amerikanischer Metal-Gitarrist. Er wurde bekannt mit der Band Savatage, die er gemeinsam mit seinem Bruder Jon Oliva 1981 gegründet hatte.

## Leben vor Savatage
Er wurde in Pequannock Township im Morris County, New Jersey, als jüngstes von vier Kindern (11 Jahre ältere Schwester Joann, 9 Jahre älterer Bruder Tony, 3 Jahre älterer Bruder Jon) geboren und zog bereits als kleiner Junge nach einem Zwischenstopp in Escondido, Kalifornien nach Tampa, Florida. Er fuhr dort früh mit seinem Bruder Jon Motorrad. Er brachte sich das Spielen der Gitarre selbst bei, obwohl ihm die ersten Akkorde von seinem Bruder Jon gezeigt wurden. Zuerst spielte er Bass, allerdings entdeckte er zu dieser Zeit Gitarristen wie Ritchie Blackmore von Deep Purple und Rainbow und Michael Schenker von UFO, Scorpions und der Michael Schenker Group. Der spätere Schlagzeuger der Band Savatage, Steve "Doc" Wacholz erinnerte sich daran, dass der junge Criss bereits besser spielen konnte als ältere Gitarristen. Kurz nachdem sie nach Tampa gezogen waren, gründete Criss Oliva mit seinem Bruder Jon und einem Bassisten namens Tony Ciulla (späterer Manager von Marilyn Manson) die Band Tower. Zuvor hatte sein Bruder bereits in einer Band namens Alien gespielt. Sie spielten unter anderem Coversongs von Black Sabbath, Rush und Van Halen. Als Jon das Schlagzeug verließ und Sänger der Band wurde, benannte sich die Gruppe in Avatar um. Als sie über Par Records, eine lokale Plattenfirma, bereits ein Demo-Tape veröffentlichten, wurden sie gefragt, ob sie ein Album aufnehmen wollen. Während des Anfangsprozesses des Albums bemerkte die Band jedoch, dass der Name Avatar bereits markenrechtlich geschützt war. So benannte sich die Band in Savatage um.

## Savatage
1983 erschien das Debüt-Album Sirens. Inzwischen bestand die Band aus Jon Oliva, Criss Oliva, Keith Collins (Bass) und Steve "Doc" Wacholz (Schlagzeug). Auf dem Album ist Criss Oliva bei 8 von 9 Songs als Songwriter angegeben. Das Album wurde an einem Tag aufgenommen. Die übrigen Songs der Aufnahme wurden 1984 unter dem Namen The Dungeons Are Calling veröffentlicht. Nach diesem Album wurde die Band von Atlantic Records unter Vertrag genommen, über die 1985 das Album Power of the Night veröffentlicht wurde. Danach kam es zu ersten Problemen. Die Band hatte kaum Zeit, um an dem Nachfolger Fight for the Rock zu arbeiten. Die Plattenfirma wollte ein massentaugliches Album machen, was jedoch misslang. Auf dem Album spielt erstmals Johnny Lee Middleton Bass, der für den (aus musikalischen Gründen) entlassenen Keith Collins geholt worden war. 1987 erschien Hall of the Mountain King, das für die Band den Wendepunkt darstellte. Als Produzent wurde Paul O’Neill gefunden, der die Band progressiver ausrichten wollte. Der Klang kam bei den Fans gut an. In den nächsten Jahren konnten die Bandmitglieder ihre Berufe aufgeben, und sich voll und ganz der Musik widmen. Auch der Nachfolger, Gutter Ballet (1989) kam gut an. Zusammen mit seinem Bruder und Paul O’Neil arbeitete er an einem Broadway-Musical, das jedoch 1991 ebenfalls als Savatage-Album (Streets – A Rock Opera) erschien. In dieser Zeit kam es innerhalb der Band erneut zu Problemen. Sein Bruder Jon musste aus gesundheitlichen Gründen bei der Band pausieren und seinen Posten als Sänger aufgeben. Er wechselte zum Keyboard. 1993 erschien mit dem neuen Sänger Zachary Stevens in der Band das Album Edge of Thorns, das das letzte mit Criss Oliva bleiben sollte.

## Tod
Am 17. Oktober 1993 war Criss Oliva mit seiner Frau Dawn (* 26. Juli 1963, † 10. Januar 2005) in einem 1982er Mazda RX-7 auf dem Weg zum Livestock 4 rock festival in Zephyrhills, Pasco County. Savatage hatten dort selbst 1990 und 1991 gespielt und standen selbst nur Tage davor, mit Vince Neil (der damals gerade bei Mötley Crüe ausgestiegen war) auf Tour zu gehen. Er wollte sich den letzten Tag des Festivals ansehen und war daher um 3:30 Uhr in der Nacht noch unterwegs. Ihm kam ein Auto im Überholvorgang entgegen, dessen Fahrer alkoholisiert war. Oliva konnte dem Auto nicht mehr ausweichen und starb noch an der Unfallstelle. Seine Frau wurde in kritischem Zustand mit Kopfverletzungen und multiplen Traumata ins Tampa General Hospital gebracht.
Oliva und seine Frau Dawn waren bereits seit 1984 verheiratet gewesen. Dawn Oliva wurde am 11. Januar 2005 von Familienmitgliedern zuhause tot aufgefunden.
Der Unfallverursacher wurde zu 18 Monaten Gefängnis verurteilt.
Criss Oliva ist auf dem Curlew Memorial Gardens-Friedhof in Palm Harbor in der Nähe von Tampa beerdigt.

### Folgen für die Band
Johnny Lee Middleton sagte kurz nach seinem Tod der Presse, dass er nie wieder die Savatage-Songs spielen wollte, die mit Criss Oliva entstanden waren. Auf seiner Beerdigung war auch Chris Caffery, der Savatage 1990 verlassen hatte und 1995 wieder zur Band zurückkehrte. Er wurde von der Familie Oliva noch eingeladen, bei ihnen zu bleiben. Der Status von Savatage war lange unklar. Jedoch erschien 1994 das Album Handful of Rain, auf dem Steve "Doc" Wacholz, Johnny Lee Middleton, Zachary Stevens, Jon Oliva und Alex Skolnick als Band eingetragen sind. Paul O’Neil hatte Jon Oliva bei der Trauerbewältigung beigestanden und ihn zum Weitermachen ermutigt. Angeblich spielte das Album aber nur Jon Oliva mit Alex Skolnick und Zachary Stevens ein. Wacholz, ein alter Freund von Criss, verließ die Band nach diesem Album. 1995 erschien das Live-Album Ghost in the Ruins - a Tribute to Criss Oliva, das ausschließlich alte Live-Aufnahmen mit Criss Oliva an der Gitarre enthält. Nach drei weiteren Alben der Band (Dead Winter Dead 1995, The Wake of Magellan 1997 und Poets and Madmen 2001) wurde es ab 2002 still um die Gruppe. Nachdem 2003 noch ein Konzert zu Criss Olivas zehntem Todestag gespielt wurde, gab Jon Oliva 2007 das endgültige Ende der Band bekannt. Die ehemaligen Mitglieder der Band sind jedoch seit 1996 als Trans-Siberian Orchestra unterwegs und haben in dieser Besetzung mit vielen, wechselnden Gastmusikern bereits mehrere Alben veröffentlicht.

## Ausrüstung
Anfangs spielte Criss Oliva Stratocaster-Gitarren von Fender. Ab Mitte der 1980er Jahre nutzte er Kramer-Gitarren. Bekannt wurde durch ihn auch die Charvel Model 6-Gitarre. Er spielte auch weitere Charvel und Jackson-Gitarren. Er hatte einen Endorser-Vertrag mit Charvel und Laney Amps. Bekannt wurde auch die Gitarre mit einem Gargoyle auf der Vorderseite. Wegen seines Endorsement sprühte er auf die, eigentlich von ESP gebaute Gitarre, das Charvel-Logo. Im Studio benutzte er teilweise auch Gitarren der Bauart Les Paul.

## Einflüsse
Criss Oliva werden als Einflüsse Uli Jon Roth, Yngwie Malmsteen, Ritchie Blackmore, Jimmy Page, Alex Lifeson, Eddie Van Halen, Randy Rhoads und Michael Schenker nachgesagt.

## Sonstiges
- Die Band Overkill widmete den Song R.I.P. (Undone) auf dem Album W.F.O. (1994) Criss Oliva. Die Band hatte sich zuvor auf Tour mit Criss Oliva angefreundet.
- Mit 17 Jahren gewann Criss Oliva bei einem lokalen Gitarrenwettbewerb eine weiße Stratocaster von Fender. Er spielte Eruption von Van Halen. Sie wurde später bei einem Clubgig in Florida gestohlen.

## Diskografie
Savatage
- 1983: Sirens (Studio-Album)
- 1984: The Dungeons Are Calling (EP)
- 1985: Power of the Night (Studioalbum)
- 1986: Fight for the Rock (Studio-Album)
- 1987: Hall of the Mountain King (Studio-Album)
- 1989: Gutter Ballet (Studio-Album)
- 1991: Streets – A Rock Opera (Studio-Album)
- 1993: Edge of Thorns (Studio-Album)
- 1995: Ghost in the Ruins - a Tribute to Criss Oliva (Live-Kompilation)